# Первунова (Талицький міський округ)
Первуно́ва (рос. Первунова) — присілок у складі Талицького міського округу Свердловської області.
Населення — 48 осіб (2010, 37 у 2002).
Національний склад станом на 2002 рік: росіяни — 76 %.